# Martine Alexis
Martine Alexis est une actrice française, active des années 1950 aux années 1970.

## Filmographie
- 1953 : Dortoir des grandes d'Henri Decoin
- 1953 : Un acte d'amour d'Anatole Litvak
- 1954 : Si Versailles m'était conté de Sacha Guitry : Mme de Nouchy
- 1954 : Napoléon de Sacha Guitry
- 1954 : Les femmes s'en balancent de Bernard Borderie
- 1954 : Obsession de Jean Delannoy
- 1954 : La rafle est pour ce soir de Maurice Dekobra
- 1954 : À toi de jouer Callaghan de Willy Rozier : Ketty
- 1955 : French Cancan de Jean Renoir
- 1955 : The Lyons in Paris (en) de Val Guest : Fifi la fleur
- 1956 : Les Truands de Carlo Rim : Une fille de Jim
- 1956 : La Traversée de Paris de Claude Autant-Lara
- 1960 : Drame dans un miroir (Crack in the mirror) de Richard Fleischer
- 1978 : La Tortue sur le dos de Luc Béraud